# 霹雳州旗
霹雳州旗是一面横幅等宽三色旗，上中下各为白、黄、黑，象征着马来西亚霹雳州的主权旗帜。另外，霹雳并没有自己的县旗。

## 象征意义
上部的白色象征霹雳苏丹，中间的黄色则象征王位的第一顺位继承者——霹雳王储，底部的黑色则象征王位的第二顺位继承者——霹雳三王。

## 类似旗帜
霹雳州旗与俄罗斯帝国罗曼诺夫王朝1858-1883年使用的国旗类似，但颜色顺序颠倒。此外，2014-2015年存在的新俄罗斯联邦国旗除比例外，图案与霹雳州旗雷同。

俄罗斯帝国罗曼诺夫王朝国旗 1858-1883年
新俄罗斯联邦国旗 2014-2015年